# Guinan

Guinan szerepében Whoopi Goldberg

Guinan a Star Trek: Az új nemzedék című amerikai tudományos-fantasztikus televíziós sorozat egy szereplője, de feltűnik a Star Trek: Nemzedékek és a Star Trek – Nemezis filmekben is. Whoopi Goldberg alakítja.
Whoopi Goldberg gyermekkorában nagy csodálattal nézte Uhura-t, az eredeti sorozat kommunikációs tisztjét, akit a szintén afroamerikai Nichelle Nichols alakított. Amikor megkereste a TNG producereit egy megfelelő szerepet kérve, nem törődött azzal, hogy kisebb vagy nagyobb szerepet szánnak neki, így vállalta el a csapos szerepét.

## Áttekintés
Guinan az El-Aurian fajból származik, akik magukat „figyelőnek” hívták. A világukat a borg megszállta, a faj maradéka szétszóródott szerte a galaxisban. Az egyik El-aurian menekülteket szállító hajó, a Lakul, a Nexus elnevezésű tértorzulásba ragadt, melyből a USS Enterprise-B-nek sikerült megmentenie néhány túlélőt, köztük Guinan-t és Dr. Tolian Soran-t is. A Nexusban egy másik világ létezik, melyben minden valósággá válhat, amit az ember csak kíván, és mint a túlélők nagy része, Guinan is csak nagyon nehezen tudta feldolgozni.
Guinan fajának átlagos életkora pontosan nem ismert. Valószínűleg nagyon hosszú életűek, hiszen Guinan jóval a térhajtómű felfedezése előtt, a XIX. században is járt a Földön, amikor egy időtorzulás eredményeképpen az USS Enterprise-D legénységének egy kis csoportja találkozott vele. 
Guinan korlátozott telepatikus képességekkel is rendelkezik, így amikor az Enterprise csaposa lett, amolyan második tanácsadóként is szolgált a hajón, akivel a legénység bármely tagja megoszthatta gondjait. Képességeire akkor is fény derül, amikor egy alternatív idővonalat felismerve, bár mindenki félkegyelműnek gondolja, rámutat annak következményeire.
Magánéletéről szintén nem lehet sokat tudni. Természetét és kapcsolatait még Jean-Luc Picard kapitány sem tudja teljesen megismerni, azonban egyszer megjegyzi, hogy régen sokáig férjnél volt, akinek sok gyermeket szült. Ellenséges a viszonya Q-val, ami nemcsak annak köszönhető, hogy ő az egyedüli aki ismeri Guinan múltját, hanem annak is, hogy Q szabadította a borgot a világára.